# Jamla
Jamla (tiếng Ả Rập: جملة, Cũng đánh vần Gamlah, Jumlah, Jamleh hoặc Al Jamlah) là một ngôi làng ở tây nam Syria, hành chính một phần của Daraa và ngay lập tức phía đông của Israel chiếm đóng Cao nguyên Golan. Nó nằm trên sườn phía đông của thung lũng Wadi Ruqqad. Các địa phương lân cận bao gồm Abdin ở phía nam, trung tâm nahiyah ("thuộc địa") của al-Shajara ở phía tây nam, Nafia ở phía đông, Ayn Zakar ở phía đông bắc và Saida ở phía bắc. Theo Cục Thống kê Trung ương Syria (CBS), Jamla có dân số 1.916 người trong cuộc điều tra dân số năm 2004. Cư dân của nó chủ yếu là người Hồi giáo Sunni.

## Lịch sử
Ngôi làng có thể có một lịch sử cổ xưa, được chỉ ra bởi những tàn tích đá lớn ở khu vực lân cận, bao gồm cả một tòa nhà hình chữ nhật. Khu vực này được đánh dấu bằng các gò bazan được gọi là rujm, một số trong đó tăng lên độ cao từ 24 đến 30 feet. Trên đỉnh của rujm là những vòng tròn được phác họa và hình vuông trải dài đến 10 feet. Những hình dạng này được hình thành bởi các khối đá bazan được chạm khắc thô sơ.
Trong sổ đăng ký thuế của Ottoman năm 1596, Jamla được đặt tại nahiya của Jawlan Sarqi, Qada của Hawran. Nó có dân số 7 hộ gia đình và 3 cử nhân, tất cả đều là người Hồi giáo. Họ đã trả mức thuế cố định 25% cho các sản phẩm nông nghiệp, bao gồm lúa mì, lúa mạch, vụ hè, dê và ong, ngoài các khoản thu không thường xuyên; tổng cộng 2.700 akçes.
Vào cuối thế kỷ 19 Jamla được mô tả là một ngôi làng nghèo khó gồm 36 ngôi nhà giống như túp lều và dân số 160 người Hồi giáo. Đất canh tác tương đối khan hiếm, mặc dù có những khu vực đồng cỏ đáng kể ở phía nam. Quả sung và rau được người dân trồng trên các cánh đồng ở phía bắc và phía tây nam. Có một nguồn cung cấp nước dồi dào từ mùa xuân Ain Hamatah, nơi nuôi dưỡng một dòng suối chảy quanh làng và tưới cho cây trồng của nó. Các cư dân sở hữu tài sản của Tahunat Jamla, một nhà máy nhỏ được quay bởi thác nước Wadi Seisun.
Trong cuộc nội chiến ở Syria đang diễn ra, vào ngày 6 tháng 3 năm 2013, các chiến binh phiến quân không thuộc liên minh của Lữ đoàn Yarmouk đã bắt cóc 21 nhân viên gìn giữ hòa bình của Liên Hợp Quốc Philippines đang tuần tra biên giới giữa Syria và Cao nguyên Golan của Israel. Lữ đoàn được báo cáo là kiểm soát chính ngôi làng, nhưng các cuộc đụng độ dữ dội đã xảy ra xung quanh nó. Các máy bay chiến đấu cáo buộc lực lượng gìn giữ hòa bình hợp tác với chính quyền Syria trong nỗ lực "đẩy phiến quân ra khỏi Jamla" và yêu cầu Quân đội Syria rút khỏi vùng lân cận Jamla để trả tự do. Họ đã ở sau vài ngày.
Thị trấn vẫn nằm dưới sự kiểm soát của Lữ đoàn, người liên kết với ISIL vào cuối năm 2014. Vào ngày 15 tháng 11 năm 2015, người đứng đầu Lữ đoàn Muhammad "Abu Ali" al-Baridi và năm nhà lãnh đạo khác đã thiệt mạng trong một vụ đánh bom ở Jamla; Mặt trận Al-Nusra đã nhận trách nhiệm về vụ tấn công. Vào cuối năm 2015, Jamla được báo cáo là một thành trì của Lữ đoàn Liệt sĩ Yarmouk. Khi Lữ đoàn sáp nhập vào Quân đội Khalid ibn al-Walid trực thuộc ISIL, nó đã duy trì quyền kiểm soát thành phố trong suốt năm 2016 và 2017.
Vào ngày 28 tháng 7 năm 2018, quân đội Syria đã chiếm lại ngôi làng Jamla từ Quân đội Khalid ibn al-Walid.